# Kilmeny Parish Church

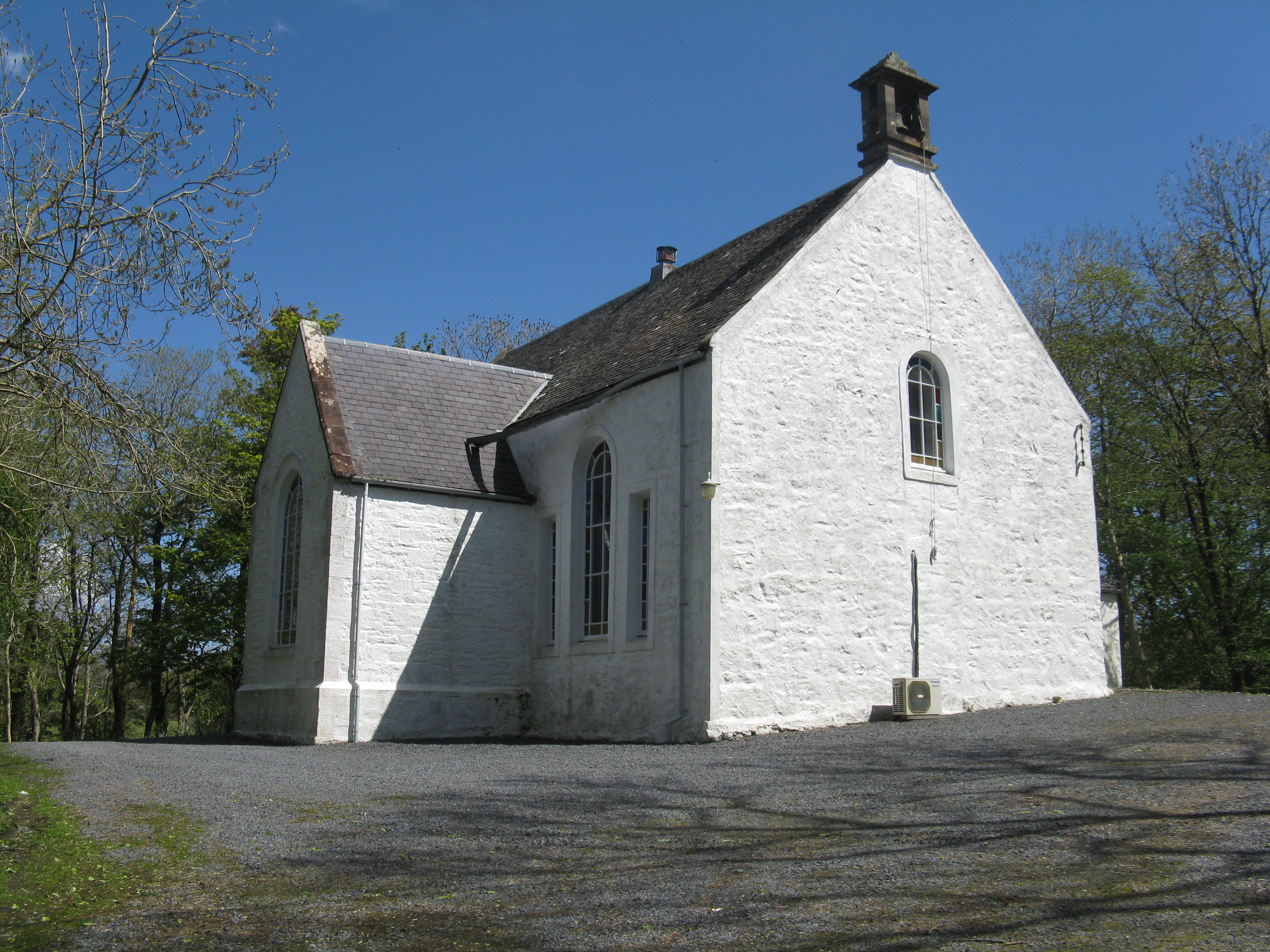
Kilmeny Parish Church

Die Kilmeny Parish Church ist ein Kirchengebäude der presbyterianischen Church of Scotland nahe Kilmeny auf der schottischen Hebrideninsel Islay. Es liegt in einem kleinen Wald abseits der A846 wenige hundert Meter südwestlich von Ballygrant. Am 20. Juli 1971 wurde die Kilmeny Parish Church in die schottischen Denkmallisten in der Kategorie B aufgenommen. Sie ist nicht zu verwechseln mit der Kilmany Parish Kirk in Fife. 

## Geschichte
Etwa 400 m südwestlich befinden sich die Ruinen der ehemaligen Kirche des Parish. Dieser Bau wurde 1549 erstmals erwähnt und war möglicherweise der Heiligen Eithne, der Mutter des Heiligen Columban geweiht. Er ist wahrscheinlich der Namensgeber von Kilmeny und leitet sich von dem gälischen Cill a' Mhanaich (Friedhof des Mönches) ab. Das neue Kirchengebäude wurde im Jahre 1829 errichtet. Nach der Herauslösung des Parish Kilmeny aus dem Parish Kilarrow and Kilmeny im Jahre 1849 wurde das Gebäude zur Hauptkirche des Parish Kilmeny. Dort werden noch heute regelmäßig Gottesdienste abgehalten. Dem Geistlichen stand einst das zugehörige, ebenfalls denkmalgeschützte Pfarrhaus von Kilmeny zur Verfügung.

## Beschreibung
Das im einfachen Georgianischen Stil gehaltene Gebäude ist von T-förmigem Grundriss. Es besteht aus Bruchstein und ist an den Kanten mit Sandstein abgesetzt. Die Fassaden sind gekalkt. Verschiedene Rundbogenfenster lassen Licht in das Gebäude. Am Ende des schiefergedeckten Satteldachs sitzt ein einfacher Glockenturm auf, der mit einem Pyramidendach abschließt. Das Gebäudeinnere ist einfach gehalten und wurde um 1880 renoviert.